# Cheumatopsyche pinula
Cheumatopsyche pinula là một loài Trichoptera trong họ Hydropsychidae. Chúng phân bố ở miền Tân bắc.